# Рассвет любви
«Рассвет любви» — картина маслом английского художника Уильяма Этти, впервые выставленная в 1828 году и в настоящее время художественной галереи И музей Рассела Котеса в Борнмуте. Картина основана на пьесе Джона Мильтона «Комос». Картина показывает обнажённую Венеру, наклоняющуюся поперёк, чтобы разбудить спящего ангела, поглаживая его крылья. Хотя Этти часто включал в свои работы обнажённые фигуры, но редко изображал физическую близость, и благодаря этому «Рассвет любви» является одной из наиболее необычных картин Уильяма. Открытая чувственность произведения была призвана бросить вызов зрителю, отражая сюжет «Комоса», в котором героиня искушается желанием, но остаётся рациональной и отстраненной.
В то время как некоторые критики хвалили элементы его композиции и исполнения, картина была принята очень плохо во время первого выставления. Этти заработал репутацию художника реалистических живописных фигур, и его стилизованная Венера считалась нарисованной под влиянием иностранных художников, таких как Питер Рубенс, а также чрезмерно «сладкой» с нереалистичными цветами, в то время как картину в целом посчитали безвкусной и непристойной. «Рассвет любви» не входила в число 133 картин, выставленных на крупнейшей в 1849 году ретроспективной выставке работ Этти. В 1889 году картина была куплена сэром Мертоном Расселом Котесом и с тех пор располагается в коллекции художественной галереи и музея Рассела Котеса.

## Предпосылки

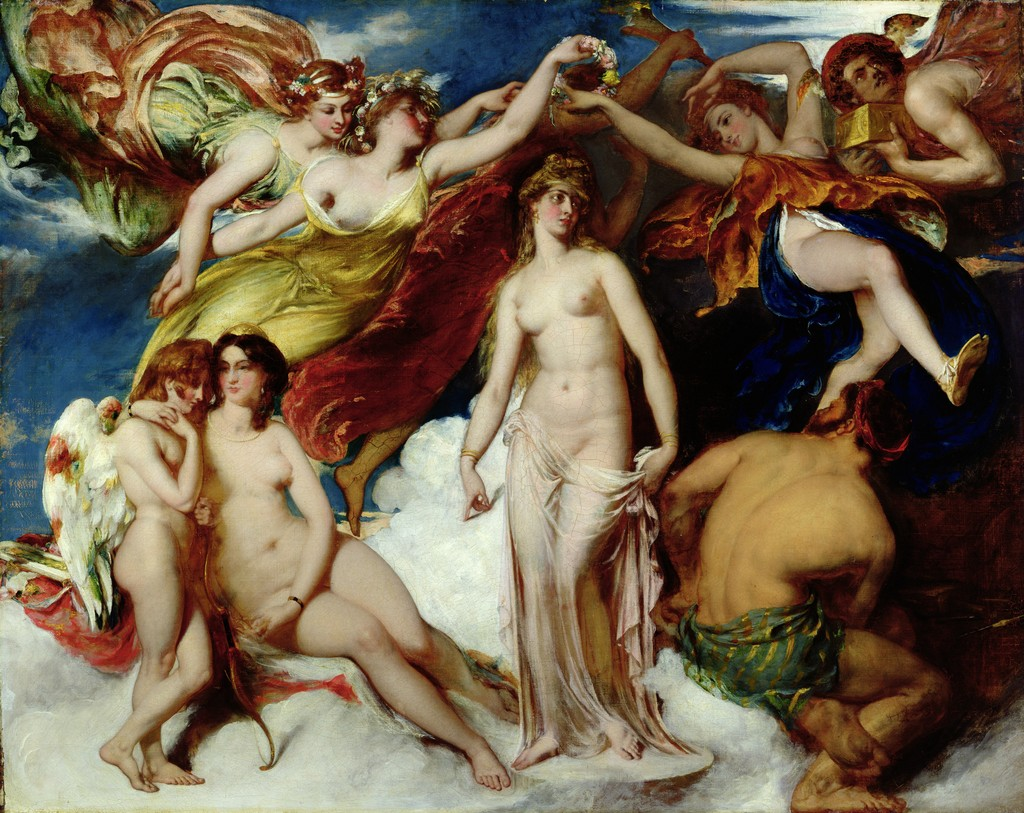
«Пандора, увенчанная Временами года» (1824). После успеха Клеопатры, Этти пытался повторить свой успех, рисуя обнажённые фигуры

Уильям Этти родился в 1787 году в семье Йоркского мельника и пекаря. После завершения семилетнего обучения в возрасте 18-и лет он переехал в Лондон „с несколькими кусками мелков“, с намерением войти в историю в качестве живописца в традиционном стиле старых мастеров. Уильям поступил в Королевскую академию художеств, а через год стал учеником известного портретиста Томаса Лоуренса. Позже Этти вернулся в Королевскую академию. Этти потерпел неудачу на всех выставках академии, все представленные им на летней выставке Королевской академии в 1810-х годах работы были отклонены. В 1821 году Королевская академия всё же приняла и выставила одну из работ Этти на летней выставке, которая называлась «Триумф Клеопатры». Эта картина была принята очень хорошо, и многие из коллег Этти были восхищены им. Уильям пытался повторить успех картины, продолжив рисовать обнажённые фигуры.
В то время как некоторые работы с обнажёнными натурами иностранных художников находились в частных английских коллекциях, в стране не было принято рисовать обнажённую живопись. Этти был первым британским художником, специализирующимся на обнажённой натуре, и реакция общественности на эти картины вызывала беспокойство на протяжении всего 19-го века. Многие критики осуждали его неоднократные изображения женской наготы, хотя его портреты мужской наготы в целом воспринимались лояльно.

## Композиция

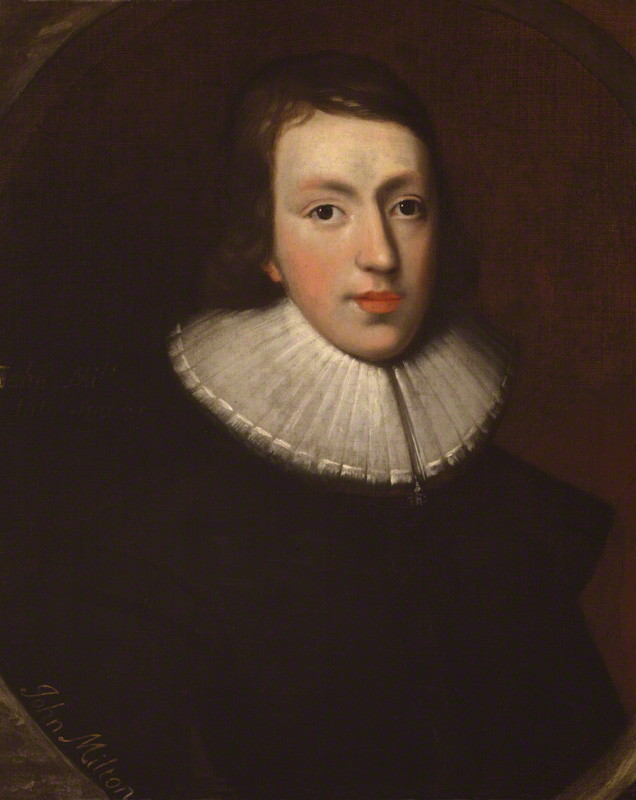
Портрет Джона Мильтона в Национальной портретной галерее Лондона

Рассвет любви иллюстрирует ранний отрывок из пьесы Джона Мильтона «Комос», написанной в 1634 году. Комос — это нравственная история, в которой главный герой, упоминаемый только как «Леди», отделяется от своей семьи. Она сталкивается с развратным магом Комосом, который захватывает и заключает её в тюрьму, и использует все имеющиеся в его распоряжении средства, чтобы попытаться разжечь в ней её сексуальные желания. Леди сопротивляется искушениям Комоса и сдерживает свои желания.
Работа Этти не является прямой иллюстрацией сцены из «Комоса». Вдохновение Этти берёт начало от раннего отрывка, в котором Комос до своей встречи с Леди размышляет о том, что грех является проблемой только в том случае, если другие узнают об этом, и, таким образом, «нормальным и естественным» будет подчиняться своим низменным желаниям, находясь при этом под покровом темноты. На картине Этти изображена обнажённая Венера протягивает руку, чтобы разбудить спящую любовь в виде ангела, поглаживая его крылья. В то время как Этти построил свою репутацию на его известной способности рисовать реалистичные человеческие фигуры, Венера в «Рассвете любви» очень стилизована и преднамеренно была написана в стиле художника Питера Рубенса.
«Рассвет любви» намеренно ставит перед зрителем моральную дилемму. Благодаря открытому изображению наготы и чувственности Этти приводит тот же аргумент, что и Комос, что зрителю разумно поддаться своим похотливым мыслям в уединении. Картина представляет такой же моральный вызов зрителю, как и тот, который Комос представляет даме, оставаясь верным её лучшей, нравственной и рациональной природе, несмотря на отсутствие явного недостатка в подчинении его желаниям.
Хотя Уильям Этти регулярно рисовал наготу, однако он редко изображал физическую близость, не считая боевых сцен, в связи с чем его работа «Рассвет любви» стала необычной среди остальных; биограф Этти Леонард Робинсон в 2007 году прокомментировал, что „«Рассвет любви» является предметом настолько нетипичным для Этти, что трудно сказать, почему он нарисовал его“.